# パナソニック LUMIX DC-S1
LUMIX DC-S1は、パナソニックが2018年9月25日に開発を発表し、2019年3月23日に発売したミラーレス一眼デジタルカメラである。同社のミラーレス一眼カメラとしては、35mmフルサイズの画像センサーを搭載した初のモデルとなった。より高画素のセンサーを搭載した『DC-S1R』も同時発売された。本機は高画質・機能性・堅牢性といった要素を追求するプロ向けのシステムカメラと位置づけられており、シリーズ名は「スペシャライズド」（特化）の頭文字から『LUMIX S』と付けられた。
2018年9月25日に、パナソニック・ライカ・シグマの3社で発表された「Lマウントアライアンス」に基づき、ライカLマウントを採用した。パナソニックのアプライアンス社は、Lマウントを「静止画/動画の両面に有利」としている。このため、開発者側もボディが大きいと感じたが、だからこそ操作性もよく、高品位な機能も付けられたと語っている。
DC-S1Rは、2019年のカメラグランプリ大賞を受賞した。

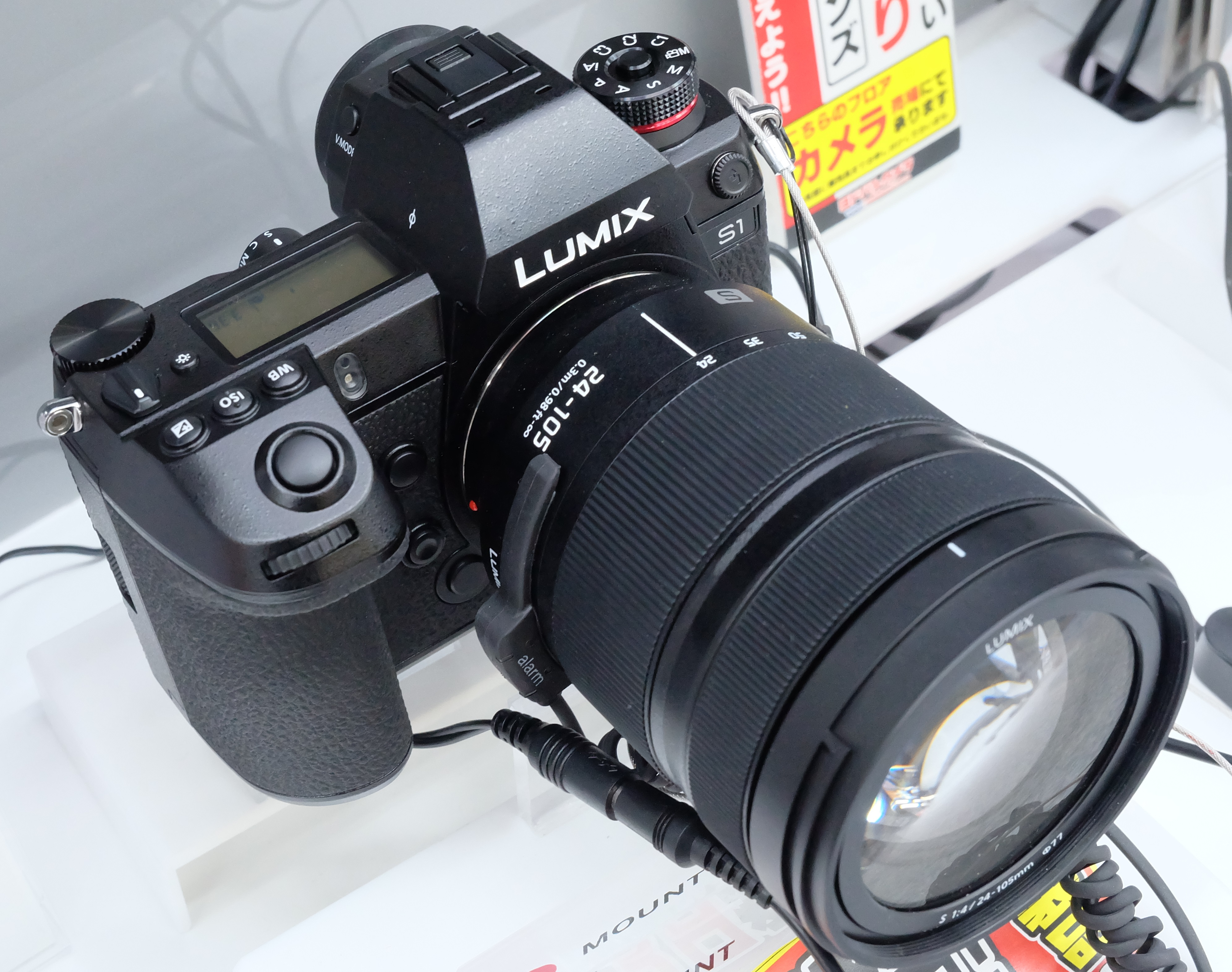
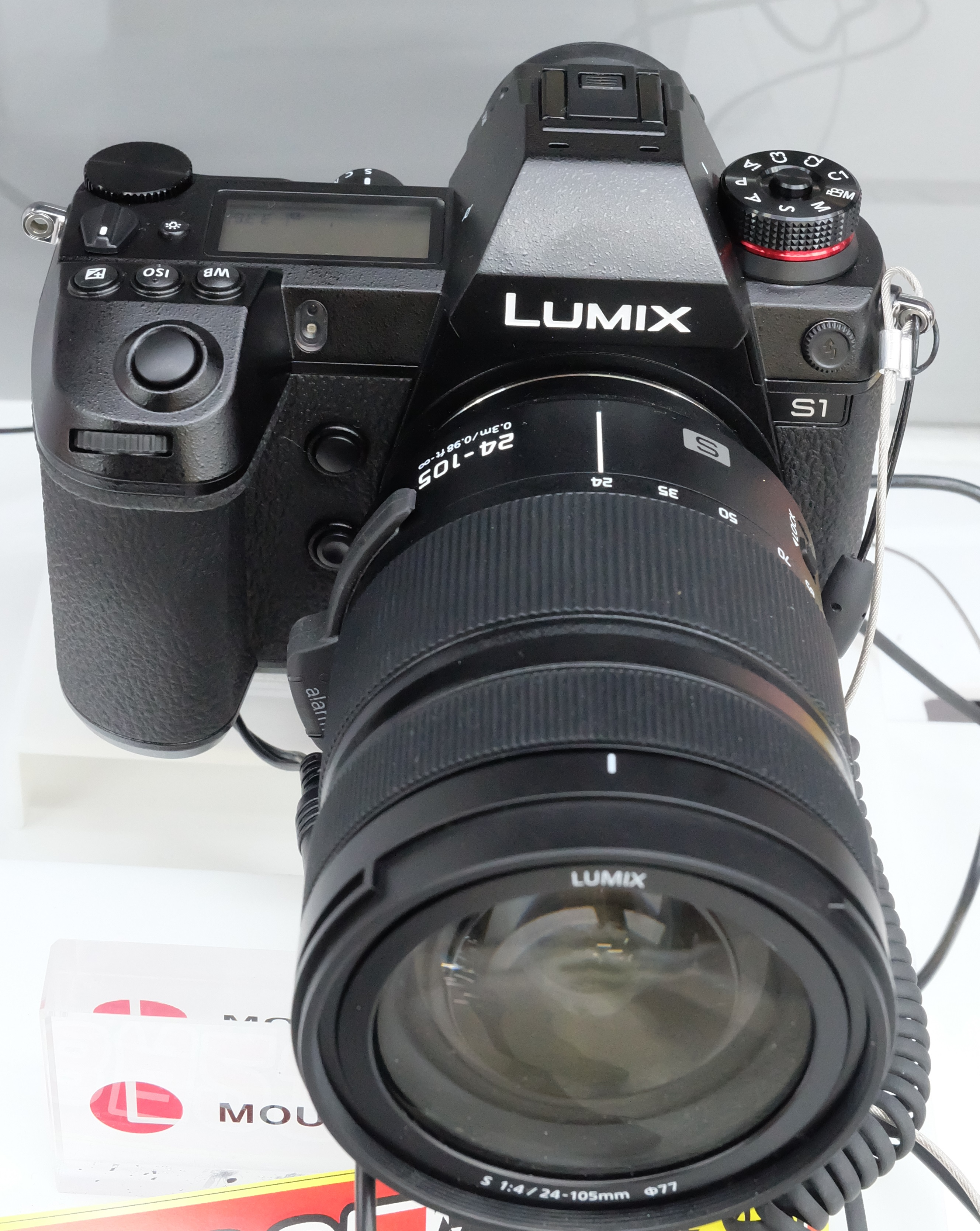
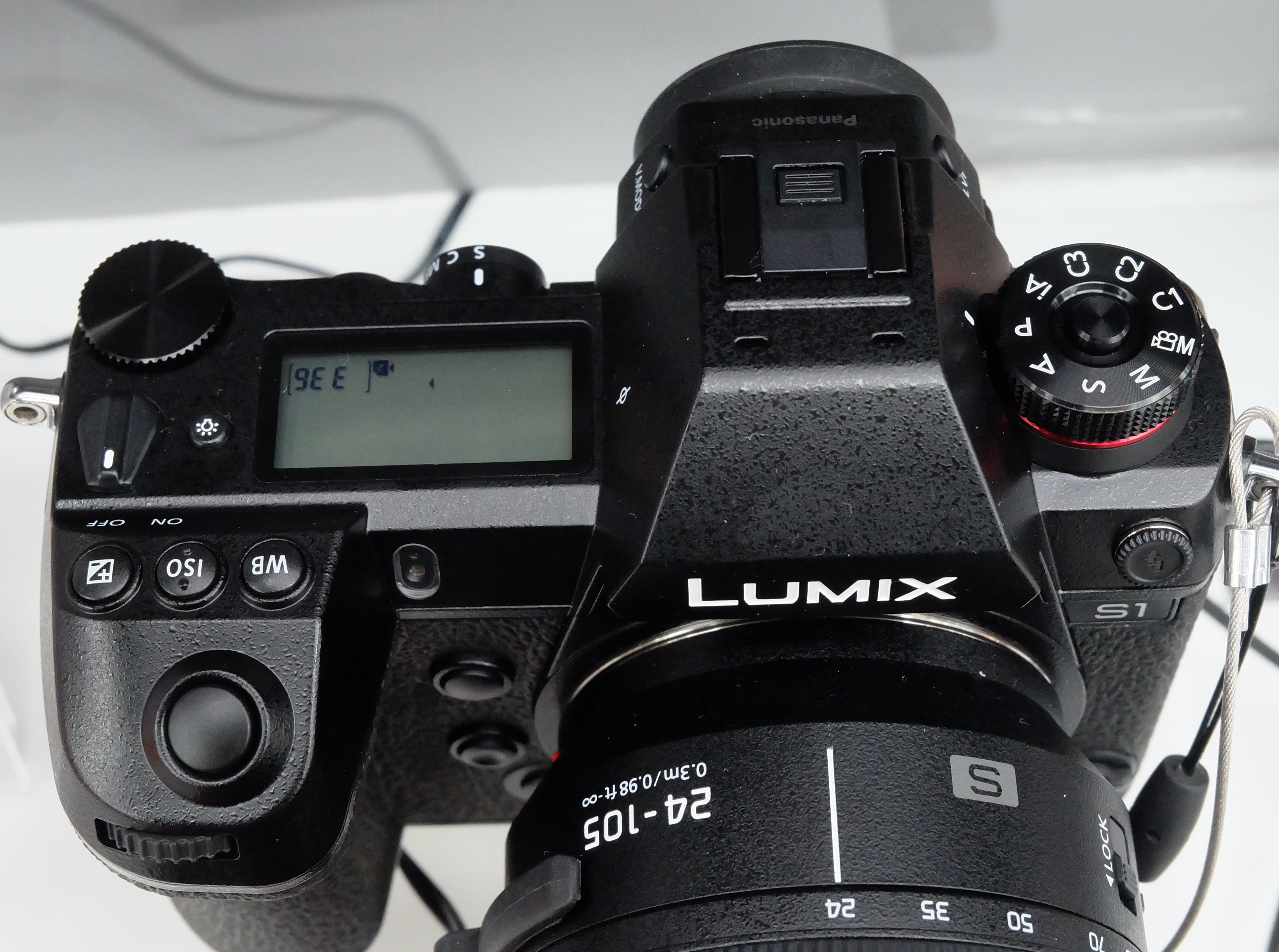
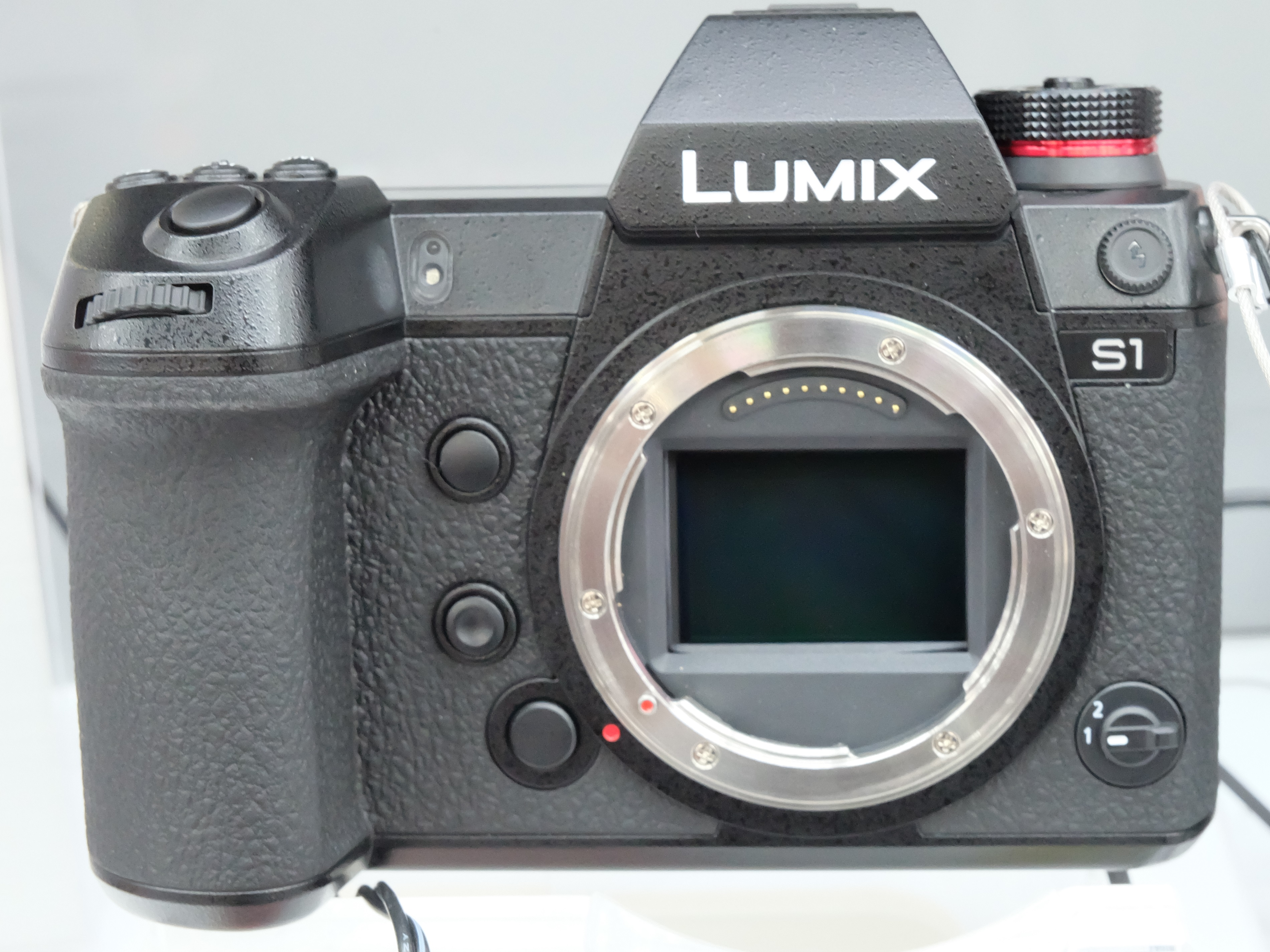
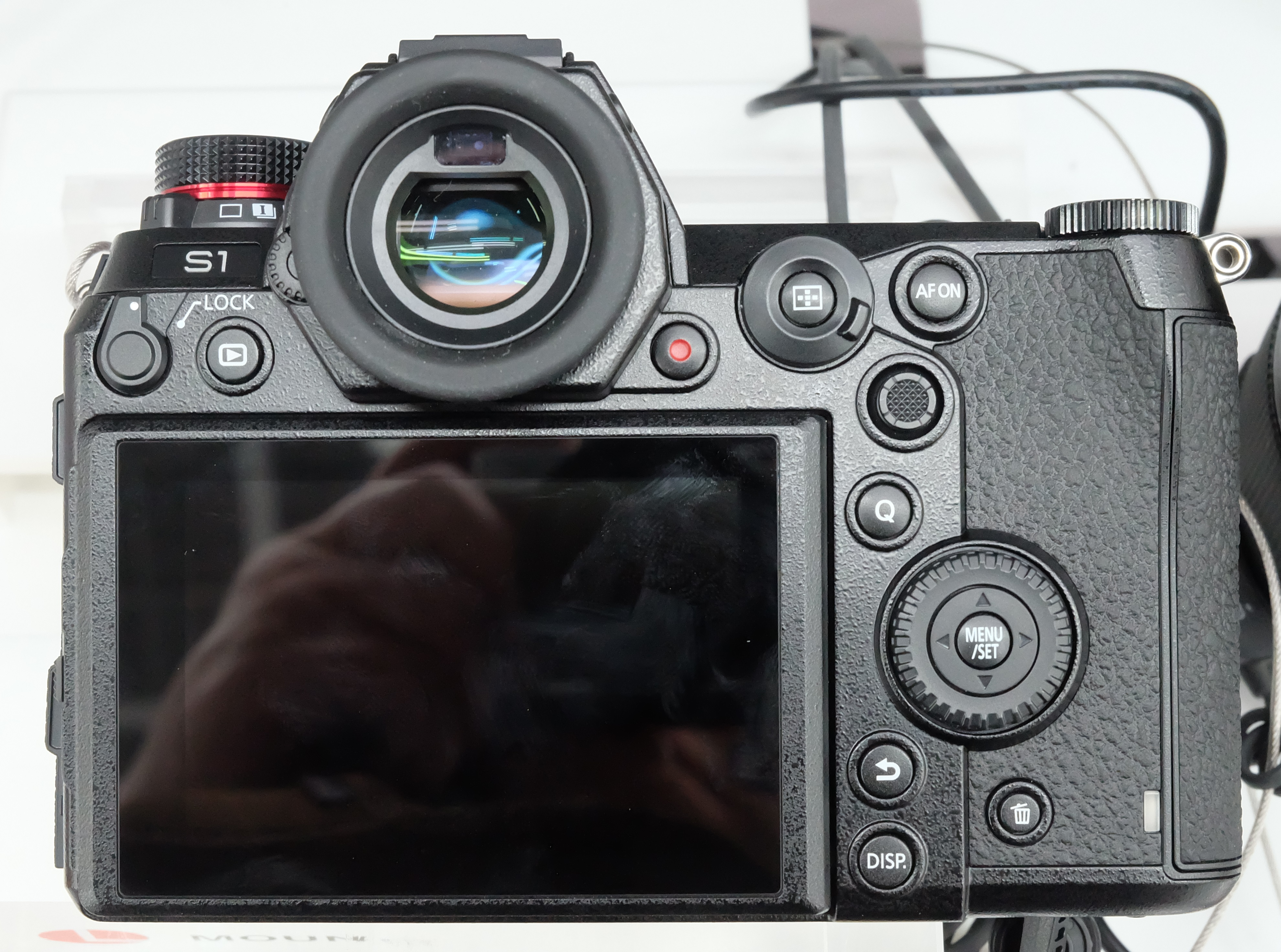
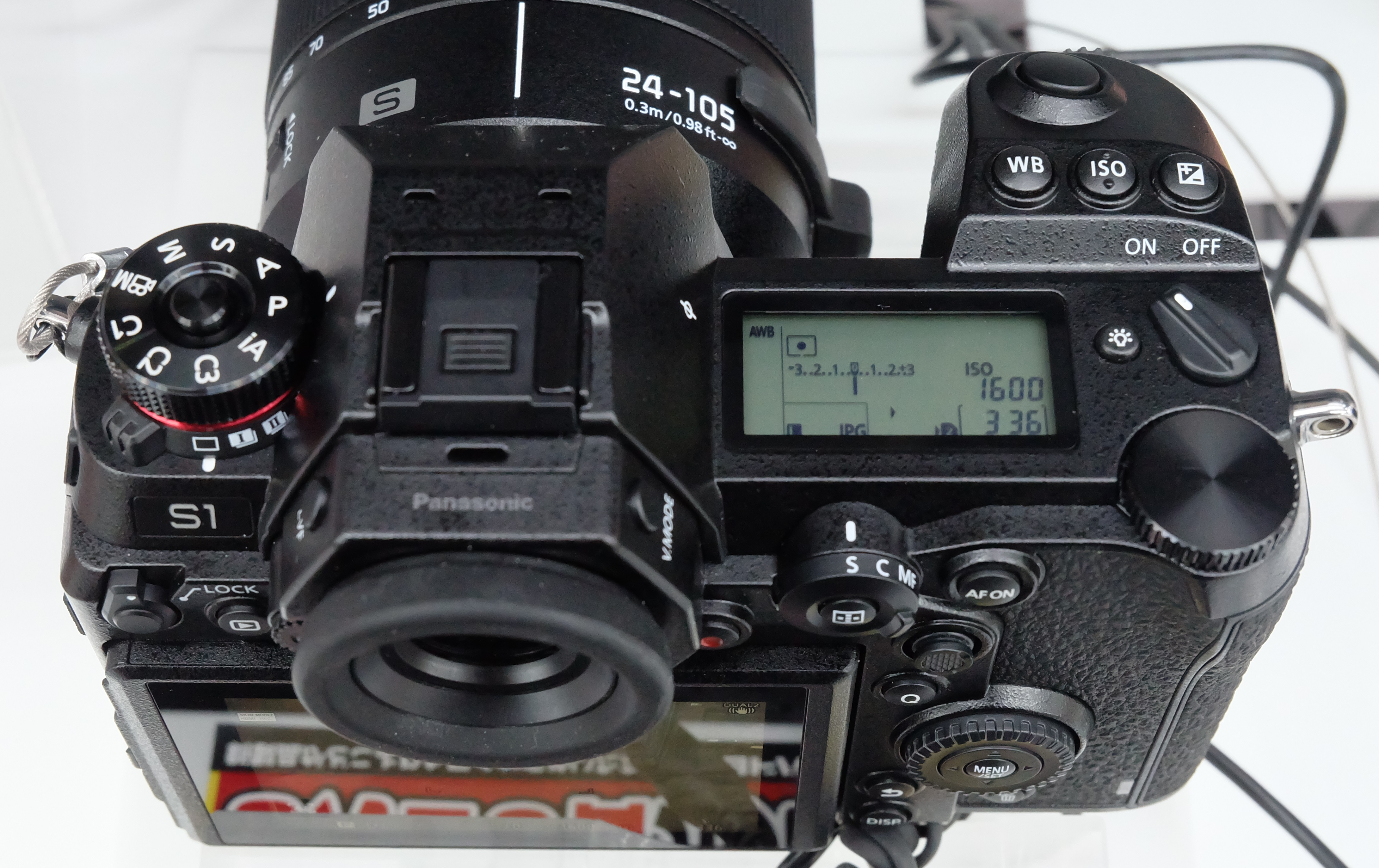
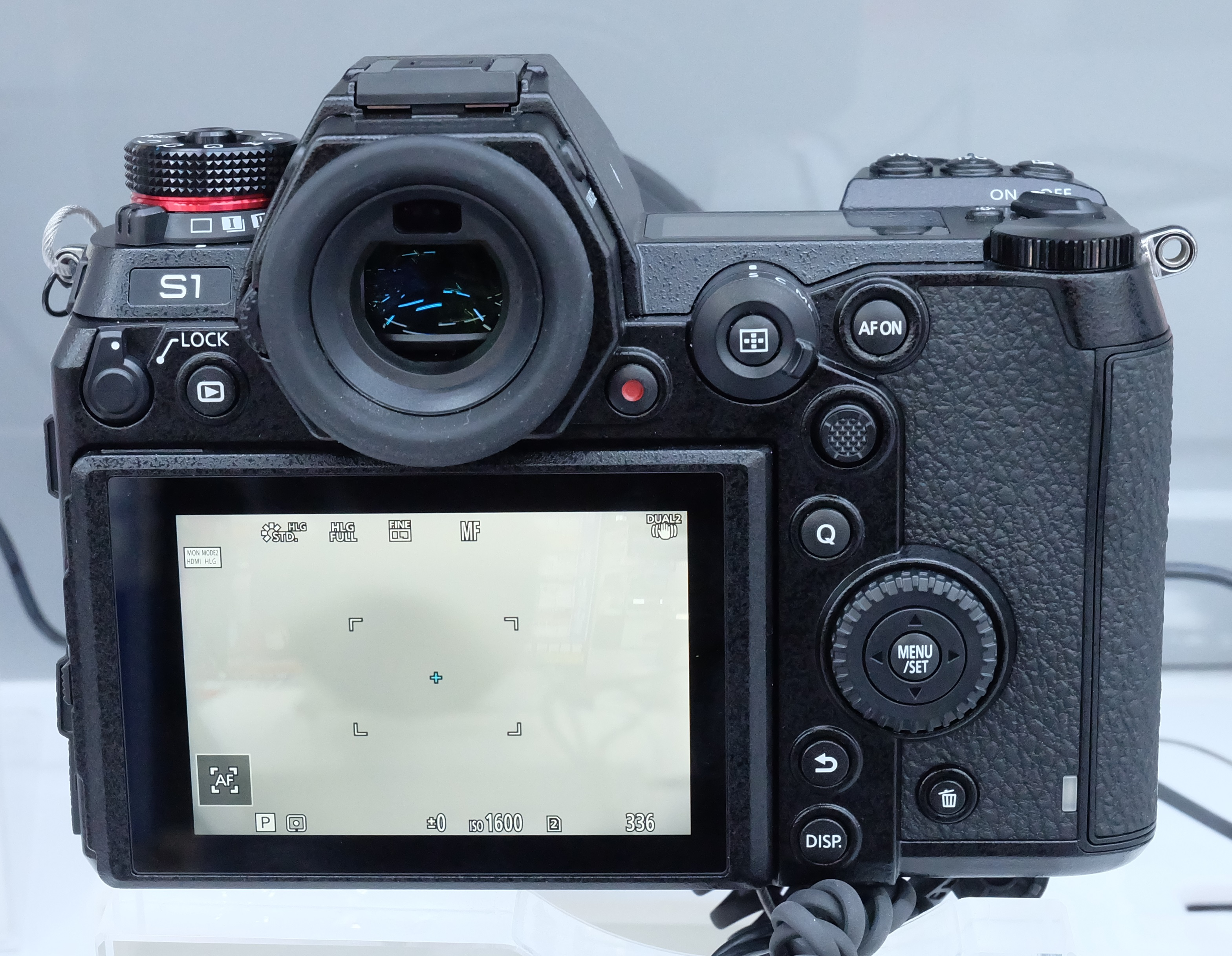

## 同時発表レンズ
ライカLマウント対応のレンズ3本も同時発売された。ライカ製レンズとの差別化のため、ライカレンズを想起させる名前ではないが、ライカカメラ社の基準をクリアした証として「Certified by LEICA」の文言が付けられる。
- LUMIX S PRO 50mm F1.4
- LUMIX S PRO 70-200mm F4 O.I.S.
- LUMIX S 24-105mm F4 MACRO O.I.S.

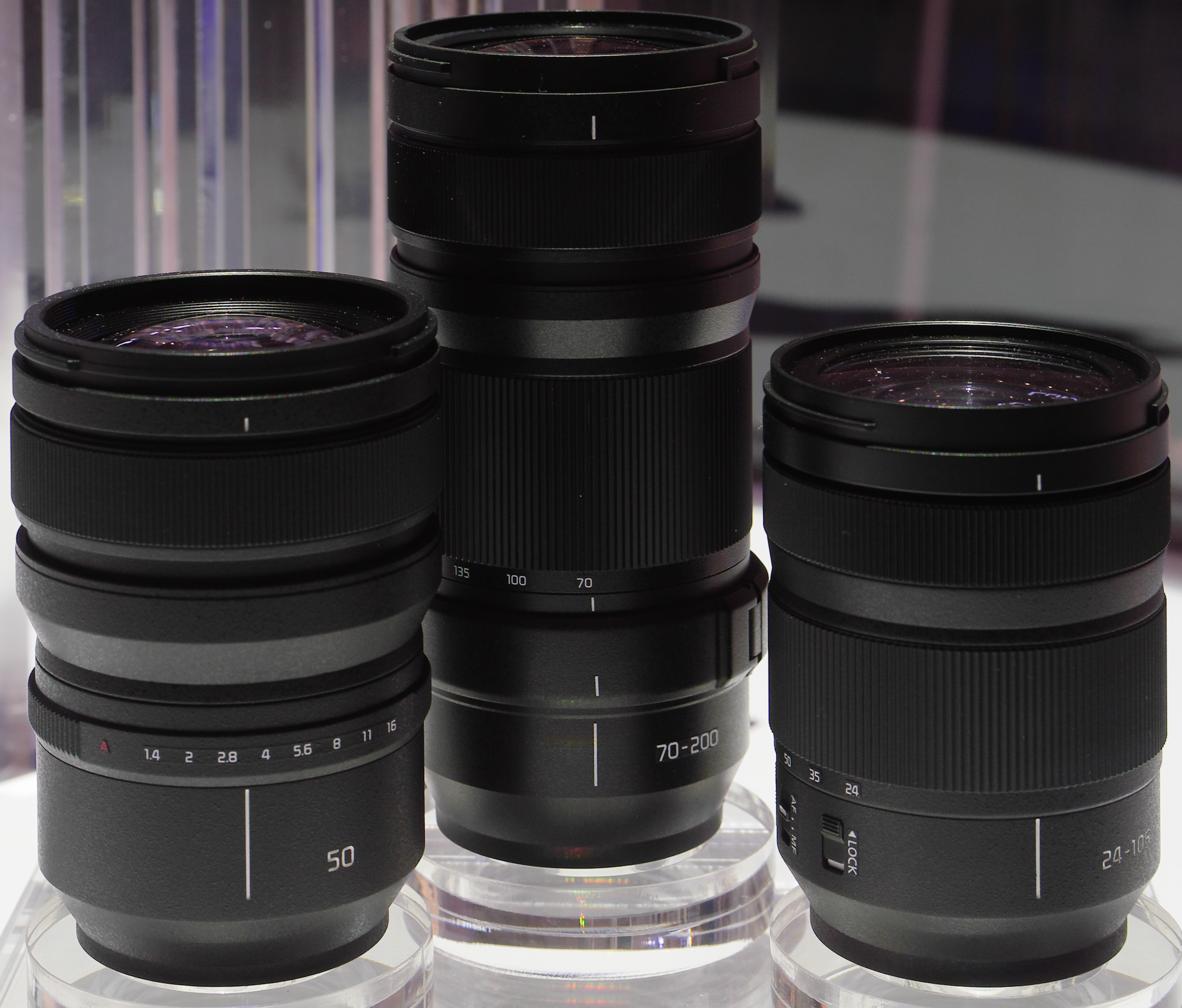